# 篠田芥津
篠田 芥津（しのだ かいしん、男性、文政10年（1827年） - 明治35年（1902年）12月8日）は、明治時代に京都で活躍した日本の篆刻家。
名は徳、字は六吉、直心、崇夫、芥津は号である。美濃芥見村の人。

## 略伝
安部井櫟堂に師事して篆刻を学び、また鈴木風越（1816年 - 1886年）の門人ともいう。秦漢の古印の法に則り、文彭・何震の印法に従った。舶載された清国からの印籍などに影響され、浙派の作風を取り入れている。その印篆は非常に癖があったので「芥津の撥文字」といわれた。
はじめ江戸に出て篆刻家として一家をなしてから京都に移り柳馬場に住んだ。明治天皇の御印や三条実美らの名流の印を多く刻している。門戸を叩く者が後を断たなかったが、河井荃廬・章石兄弟などほんの数人だけを門人として許した。
中国の『広印人伝』に「性豪逸、多奇行」と紹介されているが、異常に几帳面な人でキチンとしていないと気が済まなかった。たとえば道を歩くときは必ず真ん中を歩き、直角に曲がる。寝具の位置は畳の目数で測って決めていて寸分もずらさない。家の門から道までの歩数を決めていて、これが合わないと何度でも繰り返した。李白の書幅「古柏行」の行書の文字を一字一字切り離してまっすぐに表具し直して床に掛けていた、などなど。これらの行動から強迫性障害が疑われる。

## 印譜
- 『一日六時恒吉祥草堂印譜』1901年